# Fayruzah
Fayruzah is een plaats in het Syrische gouvernement Homs.